# 로버스트황금두더지
로버스트황금두더지(Amblysomus robustus)는 황금두더지과에 속하는 포유류의 일종이다. 남아프리카공화국의 토착종이다. 자연 서식지는 온대 숲, 아열대 또는 열대 기후 지역의 습윤 저지대 숲, 온대 관목지대, 아열대 또는 열대 기후 지역의 건조한 관목지대, 온대 초원, 아열대 또는 열대 기후 지역의 건조한 저지대 초원, 경작지, 목초지, 농장, 시골과 도시 지역 그리고 도입된 식생 지역이다. 서식지 감소로 위협받고 있다.